# Бугровский сельский округ
Бугровский сельский округ (каз. Бугров ауылдық округі) — административная единица в составе Кызылжарского района Северо-Казахстанской области Казахстана. Административный центр — село Бугровое. Аким сельского округа — Жоламанов Марат Казыкенович.

## Население
Население — 1106 человек 2009, 1596 в 1999, 1680 в 1989.

## Состав
19 февраля 1997 г. в состав Бугровского сельского округа было передано село Сосновка из состава Токушинского сельского округа Аккайынского района. Село Малиновое было ликвидировано 26 сентября 2002 года. 21 июня 2019 года было ликвидировано село Николаевка.
В состав округа входят такие населенные пункты:
| Населенный пункт     | Население, человек (1989) | Население, человек (1999) | Население, человек (2009) |
| -------------------- | ------------------------- | ------------------------- | ------------------------- |
| Бугровое, село       | 492                       | 899                       | 803                       |
| Краснопёровка, село  | 376                       | 235                       | 121                       |
| Малиновое, село      | 139                       | 35                        | -                         |
| Николаевка, село     | 305                       | 191                       | 21                        |
| Новогеоргиевка, село | 232                       | 172                       | 77                        |
| Сосновка, село       | 136                       | 99                        | 84                        |